# Oitylo
Oitylo (in greco Οίτυλο? /ˈitilo/), chiamato in passato anche Vitylo, è un ex comune della Grecia nella periferia del Peloponneso di 5.203 abitanti secondo i dati del censimento 2001.
È stato soppresso a seguito della riforma amministrativa detta Programma Callicrate in vigore dal gennaio 2011 ed è ora compreso nel comune di Anatoliki Mani. È una delle cittadine più antiche della Penisola Maina ed è stata menzionata da Omero nell'Iliade con il nome di Oetylοs (Οίτυλος) come parte del regno di Menelao.

## Storia

### Pirateria
Nel suo romanzo L'arcipelago in fiamme, Jules Verne descrive gli abitanti della Vitylo ottocentesca come un insieme di persone semi-selvagge dedite a saccheggiare le navi di passaggio, attirate con tranelli nelle secche che circondano il porto. Durante il medioevo la città divenne una dei centri urbani più importanti della penisola.

## Località
Il comune è diviso nelle seguenti comunità:
- Alika
- Ano Boularioi
- Areopoli
- Dryalos
- Germa
- Gerolimenas
- Kareas
- Kelefa
- Koita
- Kounos
- Kryoneri
- Mina
- Neo Oitylo
- Oitylo
- Pyrgos Dirou
- Tsikkalia
- Vachos
- Vatheia

## Amministrazione

### Gemellaggi
- Cargese